# Orenco B
L'Orenco B était un prototype d'avion de chasse biplan monomoteur développé par la société Ordnance Engineering Corporation (en) en 1917, conçu par l'ingénieur français Étienne Dormoy. C'était un biplan en bois propulsé par un moteur rotatif Gnome 9N (en) de 160 ch. Bien qu'il ait démontré de bonnes performances, atteignant une vitesse maximale de 217 km/h, il ne fut pas adopté en raison de l'annulation de la production du moteur aux États-Unis et de la décision de privilégier des avions européens sous licence, comme le SPAD XIII. Seuls quelques exemplaires furent construits, et puis le projet fut abandonné après la guerre.

## Historique
- 1917 : L'Ordnance Engineering Co. démarre le développement de l'Orenco B, avec l'aide d'Étienne Dormoy, ancien ingénieur chez SPAD, membre de la mission aéronautique française aux États-Unis. L'appareil était à la base supposé être équipé d'un moteur rotatif Gnome 9N, dont la fabrication sous licence était en cours de négociation.
- 13 décembre 1918 : Commande de quatre prototypes (n° de série 33760-33763) par l'US Army Air Service. Toutefois, ça n'a pas marché pour la production des moteurs Gnome 9N. Elle est annulée aux États-Unis. Un prototype est tout de même construit[2]. à l'aide d'un autre moteur importé de France. Quatre exemplaires commandés, mais incertitudes sur leur construction complète
- Décembre 1918 : Les décisions stratégiques de l'armée américaine privilégient la production sous licence d'avions éprouvés et déjà reconnus comme le SPAD XIII et le Bristol F.2 Fighter, au détriment de modèles comme l'Orenco B.
- 1919 :   Une commande de cinq exemplaires améliorés, désignés Orenco Model C (n° de série 33764-33768), est passée. Ces appareils, qui sont équipés de moteurs Le Rhône (et d'un décalage plus grand entre les ailes), sont destinés à des essais pour la formation des pilotes.
- 1920 : Publication d'informations sur le projet dans le Textbook of Applied Aeronautic Engineering de Henry Woodhouse.
- Après 1920 : C'est fini pour le projet Orenco B. Il est abandonné, faute d'intérêt pour une production en série. En conséquence, la compétition pour les contrats de chasse de l'US Army Air Service est remportée par le Thomas-Morse S.4[3].

## Caractéristiques
L'Orenco B est un biplan monomoteur à traction construit en bois. il motorisé par un moteur rotatif Gnome Monosoupape 9N à 9 cylindres développant 160 ch (120 kW).
Il devait est armé de trois mitrailleuses Marlin (une sous l'aile supérieure et deux sous les ailes inférieures). Cependant le prototype sera essayé avec trois Fiat-Revelli Mod. 1914.